# کبوتردریایی بولر
کبوتردریایی بولر (نام علمی: Puffinus bulleri) نام یک گونه از سرده کبوتردریایی‌های آب‌شکاف است.